# Soroban

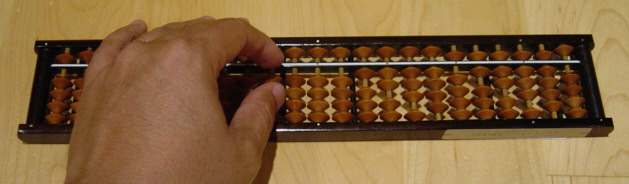
Soroban

Soroban (そろばん em hiragana) é o ábaco japonês, que consiste em um instrumento para cálculo, originalmente chinês, e levado para o Japão em torno de 1600 d.C.. É um instrumento utilizado até hoje, no Japão e em outras partes da Ásia. Ainda no Japão, o seu ensino é realizado para crianças a partir dos 5 anos de idade, e para poder se trabalhar na maior parte dos escritórios por lá, é necessário possuir uma certificação, pelo menos no grau três, o menor . O seu treinamento é realizado com o instrumento e sem o uso dele também. A repetição dos exercícios levam o treinando a um nível em que consegue realizar os cálculos mentalmente. Nesta modalidade, existe um campeonato de cálculo mental, o flash anzan.